# Довер (тауншип, Пенсильвания)
Довер (англ. Dover Township) — тауншип первого класса в округе Йорк, штат Пенсильвания, США. В 2010 году в тауншипе проживало 21 078 человека. Довер является четвёртым населённым пунктом по количеству жителей в округе.

## Географическое положение

Тауншип Довер на карте округа Йорк

Тауншип расположен в юге штата Пенсильвания в 15 км на северо-запад от столицы округа, города Йорк. По данным Бюро переписи населения США Довер имеет площадь 109 км². Из них 0,26 км² воды. Территория Довер полностью окружает боро Довер (1,0 км²), частью её территории являются статистически обособленная местность Уэйгелстаун (15 км²) и невключённые территории Эдмайе и Дэвидсберг.

## История
Первые немецкие поселенцы в этой части Пенсильвании появились около 1736 году. Тауншип Довер был организован в 1740-е годы на территории округа Ланкастер. Большинство поселенцев приехали из округа Палатин или из Германии. Большая часть земель тауншипа была плодородна, на севере выращивали персики, в остальной части тауншипа — кукурузу, картошку, пшеницу. На 1783 год на территории Довера проживали 1367 человек (697 мужчин, 670 женщин), было 219 домов, 146 амбаров, 7 мельниц. Тауншип был инкорпорирован в 1824 году. С 1880-х годов выращивание клубники стало экономически значимой отраслью.
В 1983 году дом Петитс-Форд был внесён в Национальный реестр исторических мест США. В октябре 2004 года школьный округ района Довера, включающий тауншипы Довер, Вашингтон и боро Довер, изменил учебные планы по биологии, введя в них концепцию «Разумного замысла» как альтернативу теории эволюции. В 2005 году многие учителя отказались преподавать по новым учебным планам. 11 родителей учащихся Довера предъявили иск к управляющему Совету школьного округа по поводу заявления о том, что «Разумный замысел» является «представлением о происхождении жизни, отличающимся от взглядов Дарвина» и должен преподаваться в рамках научных курсов в классах девятого года обучения. В декабре 2005 года судья Джон Джонс принял решение, что постановление Совета школьного округа района Довер является неконституционным, таким образом требование истцов было удовлетворено.

## Население
Тауншип Довер является четвёртым населённым пунктом по количеству жителей в округе (после столицы города Йорк, тауншипа Йорк и тауншипа Спрингетсбери). По данным переписи 2010 года население Довера составляло 21 078 человек (из них 49,1 % мужчин и 50,9 % женщин), в тауншипе было 8359 домашних хозяйств и 6113 семей. Расовый состав: белые — 93,1 %, афроамериканцы — 3,3 %, коренные американцы — 0,3 %, азиаты — 0,7 % и представители двух и более рас — 1,5 %. На 2014 год население тауншипа Довера было распределено по происхождению следующим образом: 10,4 % — американское, 44,4 % — немецкое, 14,7 % — ирландское, 4,7 % — итальянское, 7,8 % — английское происхождение.
Из 21 078 человек тауншипа, 12 875 проживают в статистически обособленной местности Уэйгелстаун (плотность — 858,3 чел./км²), остальные 8203 человек не принадлежат статистически обособленным местностям (плотность на оставшейся территории тауншипа — 87,3 чел./км²).
Население города по возрастному диапазону по данным переписи 2010 года распределилось следующим образом: 22,7 % — жители младше 18 лет, 3,1 % — между 18 и 21 годами, 59,4 % — от 21 до 65 лет и 14,8 % — в возрасте 65 лет и старше. Средний возраст населения — 40,9 года. На каждые 100 женщин в Довере приходилось 96,6 мужчин, при этом на 100 совершеннолетних женщин приходилось уже 93,5 мужчин сопоставимого возраста.
Из 8359 домашних хозяйств 73,1 % представляли собой семьи: 58,5 % совместно проживающих супружеских пар (21,1 % с детьми младше 18 лет); 9,6 % — женщины, проживающие без мужей и 5,0 % — мужчины, проживающие без жён. 26,9 % не имели семьи. В среднем домашнее хозяйство ведут 2,52 человека, а средний размер семьи — 2,91 человека. В одиночестве проживали 21,7 % населения, 9,3 % составляли одинокие пожилые люди (старше 65 лет).
| 1783 | 1820 | 1830 | 1840 | 1850 | 1860 | 1870 | 1880 | 1890 | 1900 | 1990  | 2010  |
| ---- | ---- | ---- | ---- | ---- | ---- | ---- | ---- | ---- | ---- | ----- | ----- |
| 1367 | 1816 | 1874 | 1920 | 1918 | 2258 | 2281 | 2378 | 2349 | 2313 | 18074 | 21078 |

## Экономика
В 2014 году из 16 970 человек старше 16 лет имели работу 10 973. При этом мужчины имели медианный доход в 49 320 долларов США в год против 35 871 долларов среднегодового дохода у женщин. В 2014 году медианный доход на семью оценивался в 66 709 $, на домашнее хозяйство — в 57 650 $. Доход на душу населения — 27 159 $ в год. 5,8 % от всего числа семей в Довере и 7,2 % от всей численности населения находилось на момент переписи за чертой бедности.